# Epigynopteryx guichardi
Epigynopteryx guichardi là một loài bướm đêm trong họ Geometridae.